# Thomas Wessinghage
Thomas Wessinghage (* 22. února 1952, Hagen) je bývalý západoněmecký atlet, čtyřnásobný halový mistr Evropy v běhu na 1500 metrů a mistr Evropy v běhu na 5000 metrů.
17. srpna 1977 v Kolíně nad Rýnem byl členem štafety na 4 × 1500 metrů, která časem 14:38,8 vytvořila nový světový rekord. Na rekordu se dále podíleli Harald Hudak, Michael Lederer a Karl Fleschen. Rekord překonalo až 4. září 2009 keňské kvarteto ve složení William Biwott Tanui, Gideon Gathimba, Geoffrey Kipkoech Rono a Augustine Kiprono Choge, které zaběhlo v Bruselu čas 14:36,23. 